# Rail Wars! Nihon Kokuyū Tetsudō Kōantai
Rail Wars! Nihon Kokuyū Tetsudō Kōantai (RAIL WARS! -日本國有鉄道公安隊- tạm dịch Rail Wars! Đội Cảnh sát Đường sắt Quốc gia Nhật Bản) là một bộ light novel nhiều tập được sáng tác bởi Toyoda Takumi với phần minh họa của Vania 600. Tính đến tháng 12 năm 2020, hai mươi tập đã được Sohgeisha xuất bản dưới ấn hiệu Sohgeisha Clear Bunko. Bộ manga chuyển thể mang tên Rail Wars! Nihon Kokuyū Tetsudō Kōantai The Revolver bắt đầu được đăng nhiều kỳ trên tạp chí trực tuyến Blade Online của Mag Garden vào năm 2012. Một bản chuyển thể anime được phát sóng từ tháng 7 năm 2014.

## Cốt truyện
Câu chuyện lấy bối cảnh một thế giới song song nơi mà nước Nhật Bản không tư nhân hóa hệ thống đường sắt xuyên quốc gia của mình. Takayama Naohito là một nam sinh phổ thông mơ ước có một tương lai ổn định, làm việc cho Hãng Đường sắt Quốc gia Nhật được đánh giá hàng đầu. Cậu được phân công thực tập tại Lực lượng An ninh Đường sắt đầy những nhân vật quái đản như Sakurai, một cô gái hay gây chuyện và ghét đàn ông. Và trên hết cả, một nhóm cực đoan mang tên "RJ" đang có âm mưu tư nhân hóa Hãng Đường sắt Quốc gia Nhật Bản.

## Nhân vật
Takayama Naoto (高山 直人 Cao Sơn Trực Nhân)
Lồng tiếng bởi: Fukuyama Jun
Sakurai Aoi (桜井 あおい Anh Tĩnh Quỳ)
Lồng tiếng bởi: Numakura Manami
Kōmi Haruka (小海 はるか Tiểu Hải Dao)
Lồng tiếng bởi: Uchida Maaya
Iwaizumi Shō (岩泉 翔 Nham Tuyền Tường)
Lồng tiếng bởi: Hino Satoshi
Iida Nana (飯田 奈々 Phạn Điền Nại Nại)
Lồng tiếng bởi: Horie Yui
Sasshō Mari (札沼 まり Trát Chiểu Chân Lý)
Lồng tiếng bởi: Igarashi Hiromi
Gonō Hitomi (五能 瞳 Ngũ Năng Đồng)
Lồng tiếng bởi: Nakahara Mai
Kashima Noa (鹿島乃亜 Lộc Đảo Nãi Á)
Lồng tiếng bởi: Chihara Minori

## Truyền thông

### Light novel
Rail Wars! được bắt đầu như một bộ light novel nhiều tập viết bởi Toyoda Takumi, với hình minh họa của Vania 600. Tập đầu tiên được Sohgeisha xuất bản vào ngày 16 tháng 1 năm 2012 dưới ấn hiệu Sohgeisha Clear Bunko và hai mươi tập đã được phát hành tính đến ngày 14 tháng 12 năm 2020.
| #  | Ngày phát hành    | ISBN              |
| -- | ----------------- | ----------------- |
| 1  | 16 tháng 1, 2012  | 978-4-88144-150-3 |
| 2  | 15 tháng 5, 2012  | 978-4-88144-159-6 |
| 3  | 15 tháng 9, 2012  | 978-4-88144-167-1 |
| 4  | 15 tháng 11, 2012 | 978-4-88144-169-5 |
| 5  | 15 tháng 2, 2013  | 978-4-88144-173-2 |
| 6  | 15 tháng 5, 2013  | 978-4-88144-179-4 |
| 7  | 19 tháng 9, 2013  | 978-4-88144-182-4 |
| 8  | 31 tháng 1, 2014  | 978-4-88144-188-6 |
| 9  | 20 tháng 6, 2014  | 978-4-88144-192-3 |
| 10 | 25 tháng 9, 2014  | 978-4-88144-201-2 |
| 11 | 11 tháng 7, 2015  | 978-4-88144-210-4 |
| 12 | 24 tháng 12, 2015 | 978-4-88144-216-6 |
| 13 | 3 tháng 8, 2016   | 978-4-88144-220-3 |
| 14 | 15 tháng 12, 2017 | 978-4-408-55401-3 |
| 15 | 31 tháng 7, 2018  | 978-4-408-55436-5 |
| 16 | 14 tháng 12, 2018 | 978-4-408-55456-3 |
| 17 | 19 tháng 7, 2019  | 978-4-408-55488-4 |
| 18 | 13 tháng 12, 2019 | 978-4-408-55559-1 |
| 19 | 10 tháng 7, 2020  | 978-4-408-55602-4 |
| 20 | 14 tháng 12, 2020 | 978-4-408-55640-6 |

### Manga
Bản chuyển thể manga mang tên Rail Wars! Nihon Kokuyū Tetsudō Kōantai The Revolver (RAIL WARS! -日本國有鉄道公安隊- The Revolver) và được minh họa bởi Asakawa Keiji, bắt đầu được đăng nhiều kỳ trên tạp chí trực tuyến của Blade Online Mag Garden vào ngày 30 tháng 11 năm 2012. Tập tankōbon đầu tiên được phát hành vào ngày 9 tháng 11 năm 2013.

### Anime
Bản chuyển thể anime do Passione thực hiện bắt đầu phát sóng trên TBS vào ngày 3 tháng 7 năm 2014. Bài nhạc mở đầu chủ đề mang tên "Mukai Kaze ni Utarenagara" (向かい風に打たれながら) được hát bởi Chihara Minori. Bài nhạc kết thúc chủ đề mang tên OVERDRIVER được hát bởi ZAQ. Anime đã được cấp giấy phép bởi Sentai Filmworks.

#### Danh sách tập phim
| Tập | Tựa đề                                                                                 | Ngày phát sóng      |
| --- | -------------------------------------------------------------------------------------- | ------------------- |
| 1   | "Chào mừng đến với K4!" "Ke-yon e yōkoso!" (けーよんへようこそ！)                      | 4 tháng 7 năm 2014  |
| 2   | "Để tớ như vậy chút đã" "Chotto dake kōsasete" (ちょっとだけこうさせて)                | 11 tháng 7 năm 2014 |
| 3   | "Tuyệt thật đấy!" "Kakko yokatta yo!" (カッコよかったよ！)                             | 18 tháng 7 năm 2014 |
| 4   | "Chắc là thích rồi" "Kiniitchatta kamo ne" (気に入っちゃったかもね)                    | 25 tháng 7 năm 2014 |
| 5   | "Đừng có nhìn mà" "Miru n janai wa yo" (見るんじゃないわよ)                            | 1 tháng 8 năm 2014  |
| 6   | "Đừng lo, tớ sẽ bảo vệ cậu" "Watashi ga mamotte miserukara" (わたしが守ってみせるから) | 8 tháng 8 năm 2014  |
| 7   | "Nó hợp với cậu lắm đấy" "Niatteta to omoukedo na" (似合ってたと思うけどな)            | 15 tháng 8 năm 2014 |
| 8   | "Tớ đưa cho" "Watashi ga todokemasu" (わたしが届けます)                                | 22 tháng 8 năm 2014 |
| 9   | "Cảm ơn" "Arigatō" (ありがとう)                                                        | 29 tháng 8 năm 2014 |
| 10  | "Bí mật đôi ta thôi nhé" "Himitsu ni shite kureru" (ヒミツにしてくれる?)               | 5 tháng 9 năm 2014  |
| 11  | "Tính tôi vào nữa" "Tsukiatte ageruwa yo" (つきあってあげるわよ)                       | 12 tháng 9 năm 2014 |
| 12  | "Mọi người đang chờ" "Minna matteru yo" (みんな待ってるよ)                             | 19 tháng 9 năm 2014 |

### Trò chơi điện tử
Một game phiêu lưu do hãng 5pb. phát triển dành cho hệ máy PlayStation Vita đã được công bố. Trò chơi dự kiến phát hành vào ngày 27 tháng 11 năm 2014 cho đến khi bị trì hoãn. Tuy nhiên, trò chơi lại chính thức bị hủy bỏ vào năm 2016 vì vấn đề thời gian trong quá trình phát triển.